# 夜叉 (漫画)
「夜叉」（やしゃ）は、庄司陽子による日本の漫画作品。
『BE・LOVEミステリー』（講談社）1991年第11集に掲載された読みきり作品。『ミステリー傑作選』（第6巻、講談社刊）に収録されている。

## あらすじ
探偵・京極政高は、大学時代に寄宿していた西園寺家の一人娘麗子と10年ぶりに再会する。麗子は政高に殺人を告白する。

## 登場人物
京極政高（きょうごく まさたか）
探偵。大学時代に西園寺家に寄宿していた。麗子の誘いを受けて、西園寺家を訪れるが……。
峯子（みねこ）
京極の助手。ショートヘア。京極からネコとあだ名されている。
西園寺麗子（さいおんじ れいこ）
西園寺一族の長・西園寺忠雄の一人娘。21歳で大銀行の頭取の跡取りと見合いし、大学卒業後に結婚、現在は高校生の娘がいる。和洋中華の料理をこなし、お華、お茶、語学、日本舞踊に精通。寄宿していた京極の一言で夫との離婚を決断。京極に瓜二つの、娘の家庭教師・佐田良輔に恋心を寄せるが……。
西園寺遙（さいおんじ はるか）
麗子の一人娘。家庭教師の佐田良輔に想いを寄せる。
佐田良輔（さだ りょうすけ）
西園寺家に住み込みで雇われた遙の家庭教師。遙に想いを寄せている。麗子に誘惑されるが拒絶する。